# حي الجهاد
حي الجهاد منطقة سكنية في ناحية المأمون في قضاء الكرخ في غرب بغداد عاصمة العراق، بمحاذاة شارع مطار بغداد، قرب منطقة العامرية هذا حي يعتبر حي حيوي ، وتم بناء هذا الحي في ثمانينيات القرن الماضي.

## تقسيم حي
- الأطباء: أول جزء من حي الجهاد ويقع بمحاذاة شارع المطار.
- الخارجية: الجزء الثاني من حي الجهاد ويقع بعد الأطباء.
- الفرات: ويقع بين الأطباء والخارجية وبين الرضوانية المحاذية للمطار الدولي.
- دور المخابرات من المناطق في حي الجهاد وتقع بالقرب من حي الضباط والرفاق التي تجاور مجمع حي السلام السكني.

وهنالك أيضا بعض الأحياء الأخرى الصغيرة ضمن حي الجهاد ومن ضمنها حي الألفين والأمانة وحي بدر .

## طرق الوصول إلى حي الجهاد
طرق الوصول إلى حي الجهاد:
1- عن طريق مطار بغداد الدولي.
2- عن طريق منطقة العامرية الذي ترتبط بحي الجهاد بجسر العامرية.
3- الطريق المؤدي إلى حي العامل والبياع ماراً بشقق حي السلام السكني.
4- الطريق المؤدي إلى حي الشهداء.
5- الطريق المؤدي إلى قرية المكاسب والرضوانية

## وصف الحي
يوجد في الحي سوق شعبي كبير وأيضاً شارع تجاري ووجود الكثير من المحلات التجارية بمختلف أنوعها، وعدة مولات تجارية وهنالك مجمع مدارس إثنان للمرحلة المتوسطة وإثنان للثانوية واحدة للبنين والثانية للبنات ومدرستان ابتدائية واحد للبنين والثانية للبنات، بالإضافة إلى بعض حدائق ورياضات أطفال وحضانات وهنالك تقريبًا 5 ساحات ملاعب لكرة القدم، بالإضافة إلى وجود مطاعم كثيرة لكن أشهرها وأكبرها مطعم ريلاكس، ووجود كراج اسمه كراج حي الجهاد.

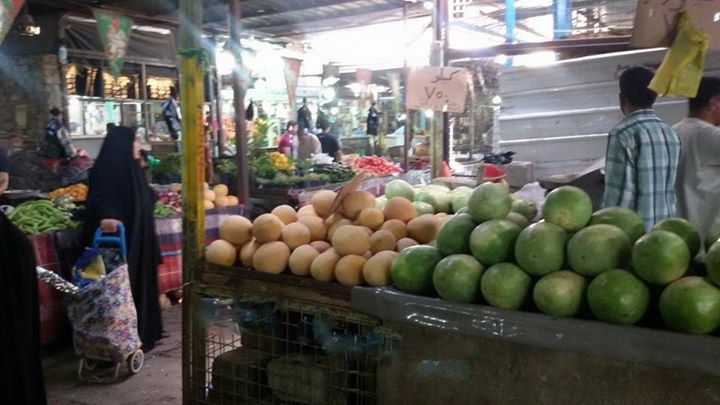
صورة يظهر فيها السوق الشعبي

## الموقع
تقع حي الجهاد في الجانب الغربي من العاصمة بغداد في الكرخ، ويجاوره من شمال شارع مطار بغداد ومن شرق البياع ومن غرب مطار بغداد ومن جنوب منطقة البو عامر وحي المخابرات ومجمع حي السلام السكني.

## مساجد المنطقة
ويوجد في حي الجهاد 23 مسجد وحسينية و اشهرها :
- جامع محمد رسول الله (صلى الله عليه وسلم)
- حسينية أمير المؤمنين علي ابن ابي طالب عليه السلام
- حسينية الزهراء
- جامع النور
- جامع السامرائي
- جامع فخري إبراهيم شنشل
- جامع حي الحسين
- جامع المدينة المنورة
- جامع لا إله إلا لله
- جامع سيد الشهداء  ( عليه السلام )
- جامع حي الفرات[3]
- جامع الرحمن
- جامع الحجة ابن الحسن ( عجل الله فرجه )
- جامع الحاجة مديحة الجنابي
- جامع آل دراجي
- جامع التقوى
- حسينية إمامي علي (عليه السلام)
- جامع وحسينية علي ولي الله
- حسينية مالك الأشتر
- حسينية المقداد ابن الاسود الكندي
- حسينية انصار الحجة
- حسينية الكرار
- مسجد وحسينية الحمزة سيد الشهداء

## السكان
يقدر عدد سكان الحي ب 550.000 نسمة حسب إحصائية تم إجراؤها في 2015 م .

## طالع أيضًَا
- مجزرة حي الجهاد